# Maeta Kanji

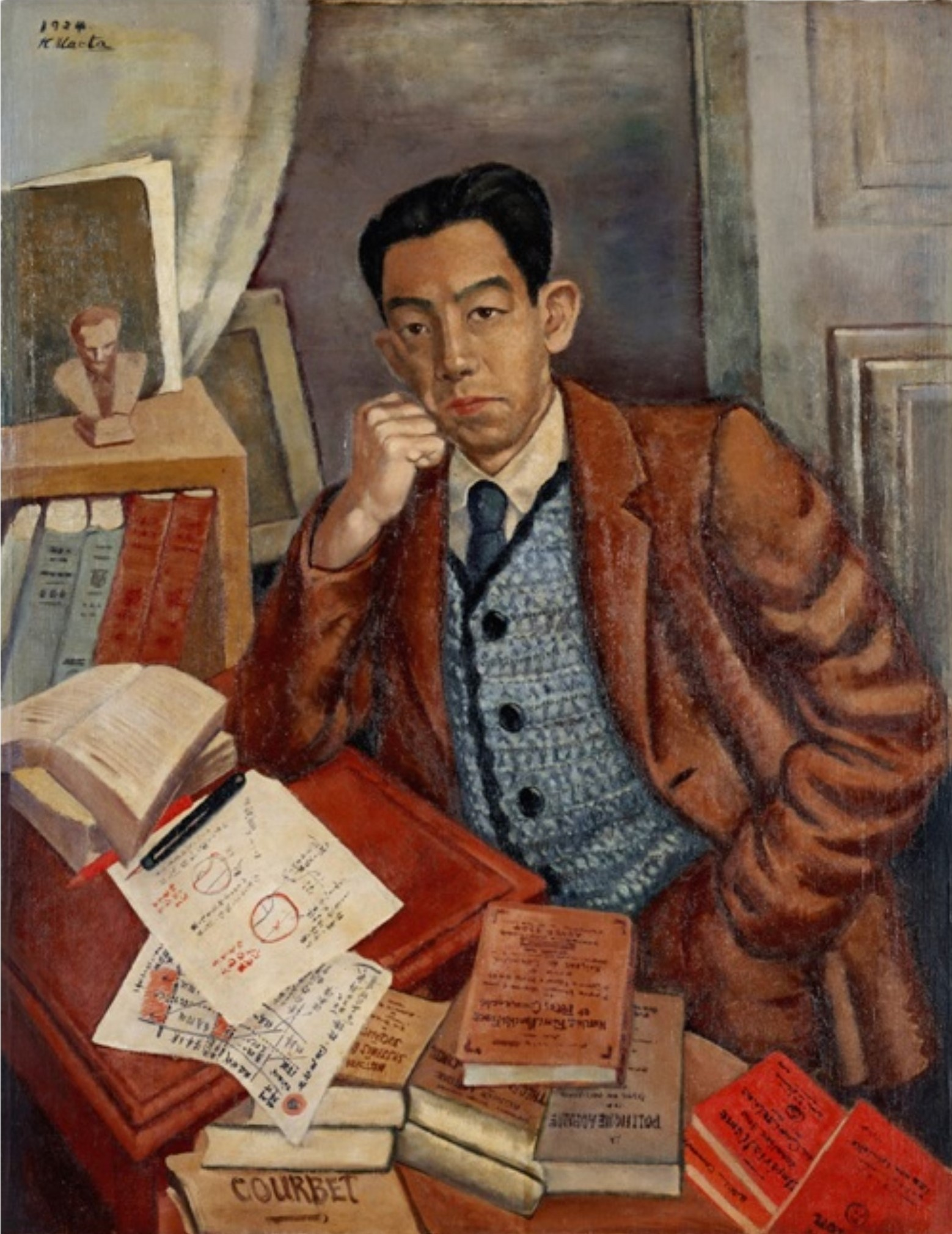
„Mann“, (Takasuga), 1924

Maeta Kanji (japanisch 前田 寛治; auch Maeda Kanji; geb. 1. Oktober 1896, Hōjō (heute: Hokuei), Präfektur Tottori; gest. 16. April 1930) war ein japanischer Maler im westlichen Stil, „Yōga“.

## Leben und Wirken
Maeta wurde in der Präfektur Tottori geboren, beendete die Mittelschule in Kurayoshi und ging dann nach Tōkyō. Er studierte zunächst an der Aoibashi Kunstschule und wechselte dann 1915 zum Department für westliche Kunst an der Tōkyō bijutsu gakkō, der Vorläufereinrichtung der heutigen Universität der Künste Tokio. Dort war sein Lehrer Fujishima Takeji. – Maeta war ein Verehrer des protestantischen Christen und Kolumnisten Uchimura Kanzō, dessen Ansichten er sich zu eigen machte. Mit Freunden aus seiner Heimat-Präfektur organisierte er die „Dünen-Gesellschaft“ (砂丘社, Sakyū-sha) und schrieb Gedichte und sonstige Beiträge für das Magazin der Vereinigung.
Nachdem Maeta seine Ausbildung beendet hatte, kehrte der nach Hause zurück, reichte aber Bilder bei der Künstlergesellschaft Nika-kai (二科会) und der Ausstellung der Kaiserlichen Akademie der Künste, Teiten (帝展) genannt, ein. 1922 wurde er ehrenvoll in der Friedensgedächtnisausstellung in Tōkyō (東京府平和記念博覧会, Tōkyō-fu heiwa kinen hakurankai) erwähnt. Von 1922 bis 1925 hielt er sich in Frankreich auf, wo ihn die freie Atmosphäre der École de Paris anzog und er sich dem Fauvismus zuwandte. Gleichzeitig interessierte er sich aber auch für den Klassizismus eines Ingres und Realismus eines Courbet. – Zu der Zeit pflegte er eine enge Beziehung zu Fukumoto Kazuo, einem Freund aus seiner Heimat. Dieser beeinflusste ihn mit seinen sozialistischen Ideen.
Im Jahr 1925, dem Jahr, in dem er nach Japan zurückkehrte, wurde er mit seinem in Paris entstandenen Werk „Portrait des Fräulein J.C.“ (J.C.嬢の像) ehrenvoll auf der 6. Teiten-Ausstellung erwähnt. Mit Satomi Katsuzō (里見勝蔵, 1896–1981) und Saeki Yūzō organisierte er die „1930 Gesellschaft“ und gründete das „Maeta-Institut für Darstellung“, das sich auf repräsentative Zeichnungen und Malerei spezialisierte. 1929 wurde er Juror in für die 10. Teiten-Ausstellung und gewann zudem den Preis der Akademie für sein Gemälde „Das Meer“ (海, Umi, 1930). Bald danach erkrankte er und starb.
Weitere Werke von Maeta sind „Frau in Schwarz“ (黒衣婦人像, Kokui fujin zō; 1925), „Akt“ (裸体, Ratai; 1928) und „Familie des Tischlermeisters“ (棟梁の家族, Tōryō no kazoku; 1928).

## Maeta-Kanji-Preis Ausstellung
Seit 1988 wird von der Stadt Kurayoshi und dem Kurayoshi Museum (倉吉博物館, Kurayoshi hakubutsukan) der Maeta-Kanji-Preis an Maler im westlichen Stil vergeben und der Preisträger in einer Ausstellung (前田寛治大賞展, Maeta Kanji taishō-ten) geehrt. Der Preis wird alle drei bis vier Jahre vergeben.

## Bilder

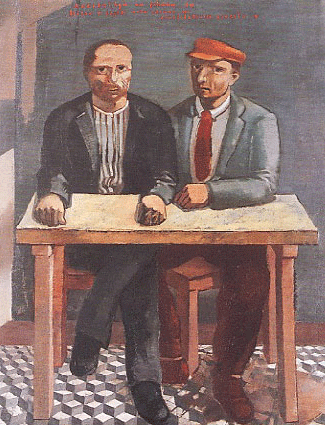
„Zwei Arbeiter“ 1923
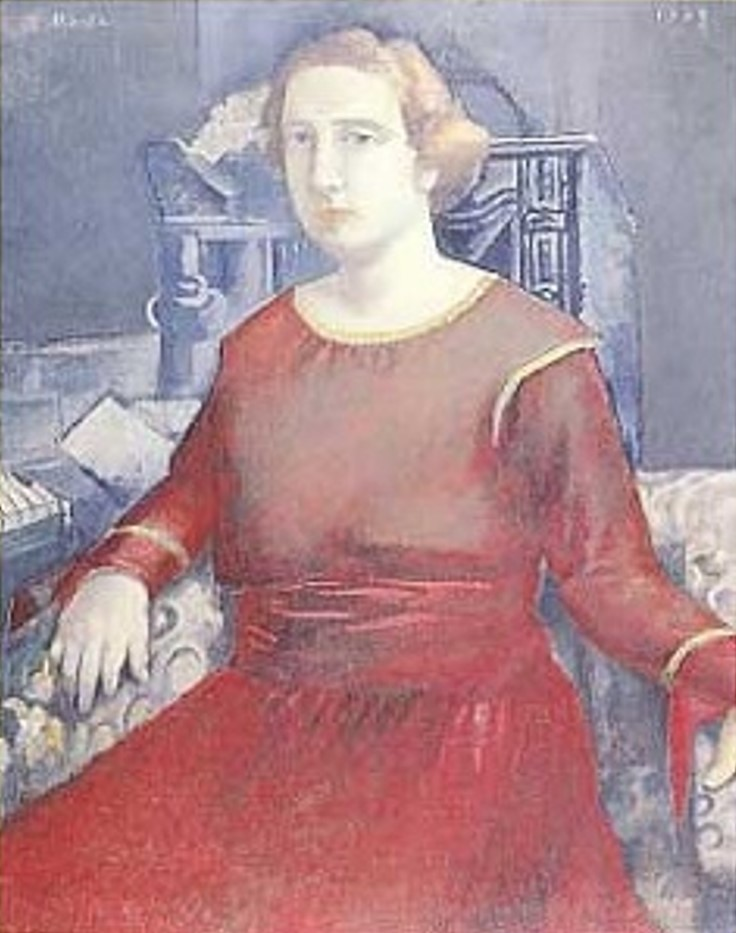
„Fräulein J.C.“, 1925
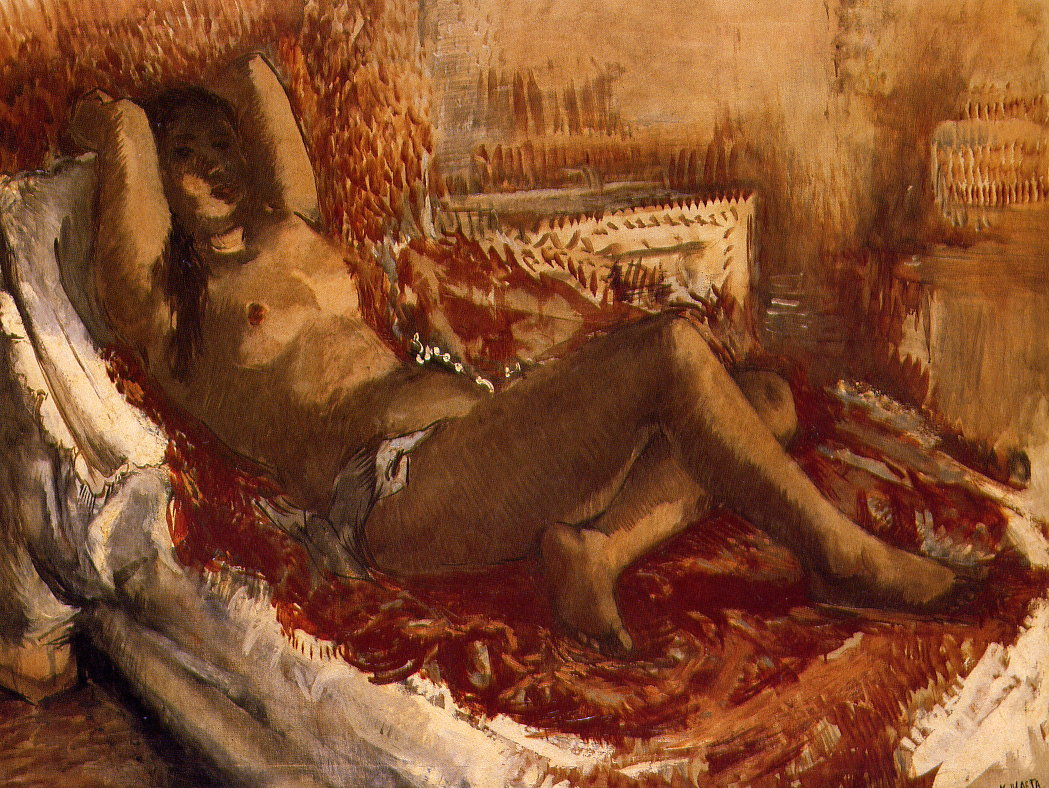
Liegender Akt, 1928[A 1]
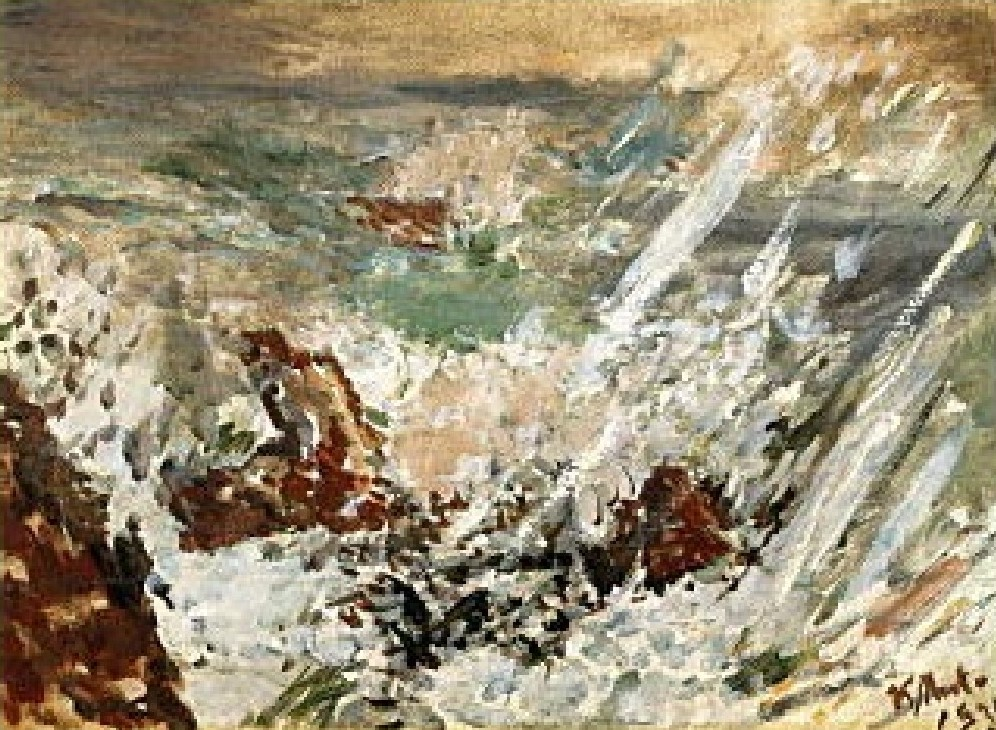
„Meer“, 1930

1. ↑  Dieses Bild war auf der Ausstellung Japanische Malerei im westlichen Stil 1985 im Museum für Ostasiatische Kunst in Köln zu sehen.